# KonoSuba!: Legend of Crimson
KonoSuba! Legend of Crimson (この素晴らしい世界に祝福を！紅伝説 Kono Subarashii Sekai ni Shukufuku wo!: Kurenai Densetsu?) es una película japonesa de anime basada en la novela ligera Let's Go, Magia carmesí de explosión perteneciente al quinto volumen de KonoSuba! de Natsume Akatsuki. Fue lanzado en Japón el 30 de agosto de 2019.
El elenco y el personal repitieron sus papeles de la serie de televisión. Crunchyroll adquirió los derechos para estrenar la película fuera de Japón.
Con proyecciones en cine seleccionados que se llevaron a cabo el 12 y 14 de noviembre de 2019 en Estados Unidos. Con la distribución de Konnichiwa Festival, Cinépolis estrenó la película en cines seleccionados el 22, 23 y 27 de febrero de 2020 en México, el 14 y 15 de marzo en Perú y el 15 de marzo en Cinehoyts Chile.
El 25 de marzo de 2020 Crunchyroll agregó la película a su catálogo para Estados Unidos, Canadá, Sudáfrica, Latinoamérica, Oriente Medio y varios países de Europa.

## Sinopsis
Tras una misión fallida, Kazuma Sato, Aqua, Megumin y Darkness reciben la visita de Yunyun. Ella les explica la carta de su padre que le pide tener un hijo con Kazuma para que su hijo vengue a la gente de la Aldea Demonio Carmesí, su pueblo natal, cuando sea destruida. Sin embargo, descubren que la parte que pedía a Yunyun tener un hijo con Kazuma era en realidad un extracto del fanfiction de un compañero de clase que se envió accidentalmente con la carta. Aun así, Megumin decide comprobar el estado de su aldea, así que el grupo de Kazuma le pide a Wiz que los teletransporte allí. 
Después de derrotar a un grupo de orcas y un ejército de goblins con la ayuda de Yunyun y los miembros del Clan Demonio Carmesí, el grupo de Kazuma llega a la Aldea Demonio Carmesí y visita al padre de Yunyun, quien admite haber exagerado las consecuencias del ataque a la aldea por parte de una de las generales del Rey Demonio llamada Sylvia. De hecho, los Demonios Carmesí han estado repeliendo sin esfuerzo todos los ataques de Sylvia hasta ahora. Después, el grupo de Kazuma visita la casa de Megumin y conoce a su familia, quienes se interesan en Kazuma por su fortuna. Al día siguiente, Megumin les muestra a Kazuma y Aqua la aldea, visitando su escuela y el edificio de almacenamiento que contiene el Asesino de Magos, un arma capaz de destruir el mundo. Más tarde encuentran a Darkness luchando contra Sylvia y su ejército, pero Sylvia se retira después de enterarse de la derrota de Verdia, Vanir y Hans por parte de Kazuma. Más tarde esa noche, Sylvia logra tomar a Kazuma como rehén y lo lleva al almacén para robar al Matamagos, pero Kazuma la atrapa dentro y se reúne con su grupo. Entonces, Sylvia se fusiona con el Matamagos y comienza a destruir la Aldea Demonio Carmesí. El grupo de Kazuma encuentra un rifle de alta tecnología diseñado para contrarrestar al Matamagos y lo usa para matar a Sylvia.
Una Sylvia moribunda se encuentra con Verdia y Hans en el más allá y se fusiona con ellos para revivir como un monstruo gigante. Wiz y Vanir llegan a la aldea por negocios, pero terminan uniéndose a la pelea. Wiz recolecta la magia de los miembros del Clan Demonio Carmesí y la transfiere a Megumin y Yunyun, mientras que Kazuma seduce a Sylvia para ganar tiempo. Megumin y Yunyun destruyen a Sylvia con su poderoso ataque combinado, y Kazuma también perece. Después, Kazuma es revivido y regresa a Axel con su grupo. Durante un picnic, Megumin le pide a Kazuma que ponga sus puntos de experiencia en otra habilidad para ser una maga útil sin depender enteramente de su magia explosiva. Ella lanza su habilidad de explosión final como despedida, pero la encuentra mucho más fuerte de lo habitual, dándose cuenta de que Kazuma ignoró su petición y puso los puntos en dicha habilidad. Cuando se encuentran con Aqua y Darkness, el humo de la explosión forma un corazón en el cielo.

## Reparto
| Personaje   | Actor de voz original | Actor de doblaje |
| ----------- | --------------------- | ---------------- |
| Kazuma      | Jun Fukushima         | Javier Olguín    |
| Aqua        | Sora Amamiya          | Nycolle González |
| Megumin     | Rie Takahashi         | Wendy Malvárez   |
| Darkness    | Ai Kayano             | Mireya Mendoza   |
| Wiz         | Yui Horie             | Jessica Ángeles  |
| Yunyun      | Aki Toyosaki          | Alondra Hidalgo  |
| Vanir       | Masakazu Nishida      | Carlos Hernández |
| Luna        | Sayuri Hara           | Por confirmar    |
| Ruffian     | Tetsu Inada           | Dan Osorio       |
| Komekko     | Maria Naganawa        | Erika Langarica  |
| Hyoizaburoo | Hiroki Takahashi      | Raúl Solo        |
| Yuiyui      | Mamiko Noto           | Pamela Mendoza   |
| Arue        | Kaori Nazuka          | Samanta Figueroa |
| Funifura    | Miyu Tomita           | Analiz Sánchez   |
| Dodonko     | Sayumi Suzushiro      | Jocelyn Robles   |
| Bukkororii  | Yoshiki Nakajima      | Alejandro Orozco |
| Soketto     | Miki Hase             | Vianney Monroy   |
| Hiropon     | Tsuguo Mogami         | Roberto Molina   |
| Sylvia      | Akeno Watanabe        | Ximena de Anda   |
| Verdia      | Hiroki Yasumoto       | Erick Selim      |
| Hans        | Kenjirō Tsuda         | Daniel del Roble |
| Creador     | Chō                   | Erick Selim      |

## Estreno
La película fue estrenada en Japón el 30 de agosto de 2019. Es producida por J.C.Staff, y cuenta con el mismo elenco del anime original.
En Latinoamérica fue distribuida bajo la licencia de Crunchyroll por Konnichiwa Festival. Fue estrenada en cines mexicanos el 22 de febrero de 2020.
El 26 de enero de 2023 a través de la transmisión en Crunchyroll, se anunció que doblaría la película, el cual fue estrenado el 2 de marzo por la dicha plataforma.